# عبدالکریم الخیبری
عبدالکریم الخیبری (انگلیسی: Abdulkareem Al-Khaibari؛ زادهٔ ۳۰ اوت ۱۹۸۸) بازیکن فوتبال اهل عربستان سعودی است.